# Skatalà
Skatalà és un grup de ska format el 1985 a Barcelona vinculat al moviment punk. Les seves lletres són punyents i iròniques, sovint relacionades amb temàtiques personals i de classe obrera, com l'alcohol («Bolingas», «Embolingats», «Sin Cerveza no hay revolución»), futbol («Fem d'aquí») i crítica a la policia («Per lo legal»). La majoria de les seves cançons són en català. El nom és un mot creuat: ska + català.

## Història
El 1985 començaren a actuar, convertint-se així en el primer grup de ska en català a Barcelona. Cal tenir en compte que Dr. Calypso, grup amb qui sempre han mantingut una bona relació compartint membres, local d'assaig i amistat, no es va formar fins tres anys després, al 1988. El 1987 enregistraren la maqueta Fent d'aquí. El 1991 la convertiren en àlbum en format LP amb segell discogràfic Sock It Records i distribuït per Semaphore.
Després de diversos concerts per Euskal Herria i l'Estat francès, van participar en el recopilatori Planet Ska d'Unicorn Records. El següent àlbum musical, Borinot, borinot, arribà al 1993 fruit de la col·laboració de les discogràfiques Capità Swing i Al·leluia Records. Després d'això van participar en festivals musicals de renom, com el Festival Reggus (Reus), l'U-Zona Reggae (Torelló), el Barcelona Acció Musical, el Mercat de Música Viva de Vic, l'Espárrago Rock (Granada), el Festival Pop-Rock Non-Stop (Barcelona) o el Doctor Music Festival dels Pirineus, a la vegada que van fer actuacions televisives als programes Sputnik del Canal 33, Zona Franca de La 2 o a la Marató de TV3.
Després d'un àlbum musical més amb Capità Swing/Al·leluia Records, Un de nou, editat el 1995, i un total de 134 concerts, el grup es dissolgué, fent la seva última actuació el 21 de setembre de 1997 a la Plaça de Catalunya de Barcelona amb motiu de les Festes de la Mercè i acompanyats de Dr. Calypso. El 1998, Baobab Música (subsegell d'Al·leluia Records) edità In concerto (gravat en directe a Pàdua, a la seva gira italiana de 1994). El 2001, Subway Records reedità Fent d'aquí en CD, afegint-hi quatre cançons enregistrades en directe al Poliesportiu de Sant Vicenç dels Horts, en un concert que havien fet el 22 de maig de 1986. El 2002, Tralla Records reedità In Concerto.

### Gira 20è aniversari
El 2005, es reuniren de nou per celebrar el 20è aniversari de la seva formació amb una minigira per Catalunya. A la vegada s'edità Llunàtics, un CD que conté els temes dels treballs discogràfics Borinot Borinot i Un de nou i també apareixen al recopilatori oficial del FC Barcelona, Més Que Un Club, amb el seu emblemàtic «Fem d'aquí».
Realitzaren dotze concerts:
- 14 de maig - Festival 9 Anys de Propaganda pel fet! a Manresa (amb Obrint Pas, Revolta 21 i Soziedad Alkohólika)
- 21 de maig - 7è aniversari de la Taverna Atzucac a Calella de la Costa (amb La Gossa Sorda, Insershow i The Cabrians)
- 18 de juny - 20è aniversari del la Penya Sport del Palamós CF a Sant Antoni de Calonge (amb Dr. Calypso)
- 23 de juny - Revetlla de Sant Joan a Igualada (amb Dijous Paella)
- 2 de juliol - 12è Festival Reggus de Reus (amb Pirat's Sound Sistema, La Kinky Beat i Cañaman)
- 16 de juliol - 10a Acampada Jove a Sant Celoni (amb Ismael Serrano, Obrint Pas, Rosendo i Antònia Font)
- 6 d'agost - Concert Jove a la Festa Major de Pals (amb Delighters i Alerta Sometent)
- 2 de setembre - Torredembarra (amb Meli & The Xavalins)
- 1 d'octubre - Concert del Correllengua a Sant Hilari Sacalm (amb Alerta Sometent, La Tropa i Naskuts)
- 15 d'octubre - «Aixequem el somni» al Pavelló Esportiu de Cardedeu (amb La Gossa Sorda, Dekrèpits i Igitarma)
- 28 d'octubre - Sala Apolo de Barcelona, últim concert previst a la gira. Es van esgotar les entrades i es va fer un dia extra.
- 29 d'octubre - Sala Apolo Barcelona, concert extra.

### Gira 25è aniversari
El 2010, es publicà el disc d'homenatge Embolingats. Un tribut a... Skatalà amb les col·laboracions de grups com Dr. Calypso, Fundación Tony Manero, Opció K-95, Soweto, Subterranean Kids i The Capaces, entre altres i s'anuncià la gira del 25è Aniversari de Skatalà. En aquesta gira van ser acompanyats als teclats per Pablo Quiroga dels Dr. Calypso.
Els sis primers concerts foren:
- 26 de març - RudeCat a La Mirona de Salt dins el Black Music Festival (amb Soweto)[5]
- 10 de maig - Festa Major de Lleida (amb Root Diamoons i La Banda del Surdo)
- 29 de maig - 17è Festival Reggus de Reus[6] (amb Jahsta, Bandarra Street Orkestra i Utan Bassun & King Konsul with Revolutionary Brothers Sound System)
- 17 de juliol - 15a Acampada Jove a Montblanc[7] (amb Els Pets, Dr. Calypso, Banda Bassotti i Oprimits)
- 7 d'agost - Barraques de Manlleu (amb Soweto, The Mimmisikous Band i Ressaka Ska)
- 29 d'agost - Festa Major de La Seu d'Urgell (amb Pastorets Rock i Razor)

El 9 de setembre de 2010 morí el saxofonista Natxo Romero Frias, a causa d'un accident vascular cerebral. Per aquest motiu, el concert del 18 de setembre que s'havia de fer a Terrassa amb Guaita'ls es cancel·là. Els següents tres concerts sí que es van realitzar amb la col·laboració de Genís Brown (saxo tenor de la Fundación Tony Manero i, a més, alumne avantatjat i gran amic de Natxo Romero) i van ser:
- 21 d'octubre - Barraques de Banyoles (amb La Senyoreta Descalça i C156)
- 30 d'octubre - Sala Stroika de Manresa (amb Guaita'ls)
- 13 de novembre - Concert final de la gira i homenatge a Natxo Romero, a la Sala Apolo a Barcelona (Joan Diaz va tocar a «Ara no és temps»)

### Concert 30 anys de la primera maqueta
El 2017, després de set anys i amb motiu del trentè aniversari de la seua primera maqueta, Fent d'aquí (1987), tornaren a pujar als escenaris, en un únic concert al festival Barna'n'Roll al Poble Espanyol de Barcelona -amb Lagwagon, The Adicts i Berri Txarrak-, arran de la seva reedició en un doble vinil blanc i negre. En aquesta ocasió Jordi Ramiro «Jorgito», primer baixista de Skatalà i posteriorment trompeta a Dr. Calypso, va substituir Quique a la segona veu, i Pere Miró es va incorporar a la banda com a saxo tenor.

### Gira 35è aniversari
El 28 de desembre de 2019 feren un únic concert al RudeCat 2019 a la sala Razzmatazz 1 de Barcelona amb Bad Manners i Buster Shuffle, i anunciaren que farien una gira l'any següent per a commemorar l'efemèride, tot i que a causa de la pandèmia de Covid-19 els concerts programats van ser cancel·lats.
La gira prevista es va reprendre l'any 2022, un cop eliminades les restriccions degudes a la pandèmia, i es realitzaren sis concerts:
- 23 d'abril - RudeCat 2022 a la sala Razzmatazz 1 de Barcelona (amb The Toasters)
- 3 de juny - Ítaca Festival de Palafrugell (amb Kumbara i The Penguins)
- 15 de juliol - Festes del Carme d'Empuriabrava (amb Skatalites Band)
- 23 de juliol - 15è Festival El Tingladu de Vilanova i la Geltrú (amb Crim, Blakan Paradise Orchestra i Smoking Souls)
- 31 d'octubre - Fires de Sant Narcís al Parc de la Copa de Girona (amb The Penguis i Dr. Ring-Ding)
- 11 de novembre - 11è Ponent Roots Festival al Cotton Club de Lleida (amb The Uppertones i Rebelmadiaq Sound System)

Al gener de 2023, Skatalà va anunciar que abandonava les gires en directe, realitzant els seus dos últims concerts::
- 27 de gener - Bar Musical L'Alternativa de La Bisbal d'Empordà (amb Pirat's Sound Sistema i Barcelona Ska Foundation)
- 11 de febrer - Concert de comiat d'Skatalà després de 38 anys d'història al RudeCat 2023 a la sala Paral·lel 62 de Barcelona (amb Moskito Bite i The Cabrians).

## Discografia
| • Fent d'aquí (1987) |
| --- |
| (Skamarlà Records - K7) 1. Intro 2. Llunàtics 3. Suant la panxa 4. Ets un barato 5. Bolingas 6. Per lo legal 7. Embolingats 8. Fem d'aquí 9. Sin cerveza no hay revolución 10. Killer 11. Boski |

| • Fent d'aquí (1991) |
| --- |
| (Sock It Records/Semaphore - LP) 1. Intro 2. Llunàtics 3. Suant la panxa 4. Ets un barato 5. Bolingas 6. Per lo legal 7. Embolingats 8. Fem d'aquí 9. Sin cerveza no hay revolución 10. Killer 11. Boski |

| • Borinot Borinot (1993) |
| --- |
| (Al·leluia Records/Capità Swing K7, LP i CD) 1. De Jamaica a Roma (via Budapest) 2. Waltzing Mathilda 3. El Tio Manel 4. Reggae'n'ska 5. Skatalàhits 6. Rastablanc 7. Oh! Vell barrabàs 8. Skandol dub 9. Pixant lo blanc 10. Ranking roure |

| • Un de nou (1995) |
| --- |
| (Al·leluia Records/Capità Swing - K7, LP i CD) 1. P-iaio bugia 2. Blind man 3. Dibuix d'una nova era 4. El pistoletes de l'Escala 5. Embolingats 6. Guarrindong (war in dung) 7. El capità swing 8. El secret del bicorn 9. Monigot 10. Ara no és temps 11. Hied a pest |

| • In Concerto (1998) |
| --- |
| (Baobab Música/Al·leluia Records - CD) 1. Intro 2. Ets un barato 3. Reggae'n'ska 4. Lefa's song (pixant lo blanc) 5. De jamaica a Roma (via Budapest) 6. Rastablanc 7. Monigot 8. El capità Swing 9. Skatalàhits 10. Concrete jungle 11. Watermelon man 12. Skandol dub 13. Ranking roure 14. Guns of Navarone 15. Night train 16. Llunàtics 17. Embolingats 18. Oh! Vell Barrabàs |

| • Fent d'aquí (2001) |
| --- |
| (Subway Records - CD) 1. Intro 2. Llunàtics 3. Suant la panxa 4. Ets un barato 5. Bolingas 6. Per lo legal 7. Embolingats 8. Fem d'aquí 9. Sin cerveza no hay revolución 10. Killer 11. Boski Bonus tracks live 1986: 12. Suant la panxa 13. Fem d'aquí 14. Killer 15. Borstal Breakout |

| • In Concerto (2002) |
| --- |
| (Tralla Records - CD) 1. Intro 2. Ets un barato 3. Reggae'n'ska 4. Lefa's song (pixant lo blanc) 5. De jamaica a Roma (via Budapest) 6. Rastablanc 7. Monigot 8. El capità Swing 9. Skatalàhits 10. Concrete jungle 11. Watermelon man 12. Skandol dub 13. Ranking roure 14. Guns of Navarone 15. Night train 16. Llunàtics 17. Embolingats 18. Oh! Vell Barrabàs |

| • Llunàtics (2005) |
| --- |
| (Skamarlà Records - CD) 1. De Jamaica a Roma 2. Waltzing Mathilda 3. El Tio Manel 4. Reggae'n'ska 5. SkatalàHits 6. Rastablanc 7. Oh! Vell Barrabàs 8. Skandol Dub 9. Pixant Lo Blanc 10. Ranking Roure 11. Pi-Iaio Bugia 12. Blind Man 13. Dibuix D'una Nova Era 14. El Pistoletes De L'Escala 15. Embolingats 16. Guarrindong 17. El Capità Swing 18. El Secret Del Bicorn 19. Monigot 20. Ara No És Temps 21. Hied A Pest |

| • Borinot Borinot (2016) |
| --- |
| (Bcore Disc / Daily Records - LP, 150 còpies en vinil blaugrana) 1. De Jamaica a Roma (via Budapest) 2. Waltzing Mathilda 3. El Tio Manel 4. Reggae'n'ska 5. Skatalàhits 6. Rastablanc 7. Oh! Vell barrabàs 8. Skandol dub 9. Pixant lo blanc 10. Ranking roure |

| • Fent d'aquí (2017) |
| --- |
| (Bcore Disc / Daily Records - LP, 200 còpies en vinil blanc) 1. Intro 2. Llunàtics 3. Suant la panxa 4. Ets un barato 5. Bolingas 6. Per lo legal 7. Embolingats 8. Fem d'aquí 9. Sin cerveza no hay revolución 10. Killer 11. Boski |

| • Un de nou (2019) |
| --- |
| (Bcore Disc / Daily Records - LP, 200 còpies en vinil turquesa) 1. P-iaio bugia 2. Blind man 3. Dibuix d'una nova era 4. El pistoletes de l'Escala 5. Embolingats 6. Guarrindong (war in dung) 7. El capità swing 8. El secret del bicorn 9. Monigot 10. Ara no és temps 11. Hied a pest |